# Казираги, Пьерлуиджи
Пьерлуиджи Казираги (итал. Pierluigi Casiraghi; род. 4 марта 1969, Монца, Ломбардия) — итальянский футболист и футбольный тренер.

## Карьера

### Игровая

#### Клубная
Казираги начал свою карьеру в клубе «Монца». В 1985 году, в возрасте 16-ти лет, он дебютировал в первой команде клуба в матче с «Ареццо», проигранном «Монцей» со счётом 1:0. В первый сезон Казираги в команде клуб вылетел в серию С, но на следующий сезон вернулся в серию В. В «Монце» Казираги провёл 4 года, забив 28 голов в 94 матчах.
После этого к игроку стали проявлять интерес ведущие клубы Италии. Казираги выбрал «Ювентус». В составе «Старой Синьоры» он дебютировал в матче с «Миланом». Казираги выступал за «Юве» 4 сезона, выиграв 2 Кубка УЕФА и Кубок Италии. В 1993 году Казираги перешёл в «Лацио». Он провёл в команде 5 лет, забив за клуб 41 гол и выиграв с клубом Кубок Италии. Уйти из «Лацио» Казираги был вынужден из-за главного тренера клуба, Свена-Ёрана Эрикссона, который предпочитал в атаке хорватского форварда Алена Бокшича и итальянского нападающего Роберто Манчини.
В 1998 году Казираги перешёл в английский «Челси», заплативший за трансфер итальянца 5,5 млн фунтов. В ноябре того же года Казираги получил тяжелую травму: в матче с «Вест Хэмом» Казираги столкнулся с вратарём соперника Шака Хислопом и получил разрыв крестообразных связок на правом колене. Он оперировался 10 раз, однако это не дало результата. В возрасте 33 лет Казираги завершил карьеру, после окончания его контракта летом 2002 года.

#### Международная
В составе сборной Италии Казираги дебютировал в 1991 году в матче с Бельгией. В 1994 году он поехал со сборной на чемпионат мира, где провёл 3 игры. В 1996 году он играл на чемпионате Европы; там Казираги провёл две игры и забил два гола (оба в ворота сборной России). В 1997 году в отборочных играх к чемпионату мира против России Казираги забил гол, который вывел его команду в финальную часть турнира. Однако на сам мундиаль Казираги взят не был. Всего за сборную Казираги провёл 44 матча и забил 13 голов.

### Тренерская
Тренерскую Карьеру Казираги начал в молодёжном составе клуба «Монца». В мае 2003 года он стал главным тренером клуба серии С2, «Леньяно», но проработал с командой лишь до марта 2004 года. После этого, он возвратился в «Монцу», координируя работу всех молодёжных команд клуба. 24 июля 2006 года Казираги был назначен главным тренером молодёжной сборной Италии. По его руководством сборная дошла до стадии плей-офф на молодёжном чемпионате Европы 2007 и до полуфинала молодёжного чемпионата Европы 2009. В 2008 году на Олимпиаде, Италия, под его руководством дошла до 1/4 финала, где проиграла Бельгии, несмотря на 2 полученных в матче пенальти. После чемпионата Европы 2009 Казираги хотел уйти из сборной, но затем изменил своё решение. 20 октября 2010 года покинул пост главного тренера молодёжной сборной Италии (U-21).
В настоящее время работает главным скаутом и в молодёжной академии «Интернационале».
14 декабря 2016 года вошёл в тренерский штаб английского клуба «Бирмингем Сити» под началом Джанфранко Дзолы.

## Достижения
Командные
«Ювентус»
- Обладатель Кубка Италии (1): 1990
- Обладатель Кубка УЕФА (2): 1990, 1993
- Итого: 3 трофея

«Лацио»
- Обладатель Кубка Италии (1): 1998
- Итого: 1 трофей

«Челси»
- Обладатель Кубка Англии (1): 2000
- Обладатель Суперкубка Англии (1): 2000
- Итого: 2 трофея